# Chioma Nnamaka
Chioma Mathilda Nnamaka, född 15 juni 1985 i Uppsala, är en svensk basketspelare som spelar för Luleå BBK.
Hon har spelat landskamper för Sverige på både junior- och seniornivå.

## Karriär
Nnamaka har spelat i KFUM Uppsala/Sallén 1993–2002, 08 Stockholm 2002–2004, därefter det amerikanska collegelaget Georgia Tech 2004–2008. Hon tog en plats direkt när hon som 14-åring debuterade i damligan med Sallén Basket. Hon gick basketgymnasiet i Fryshuset och bytte klubb till 08 Stockholm. Där hon som 18-åring omgående blev svensk mästare. 
Nnamaka blev 2008 WNBA-draftad redan som nummer 21 och blev samma år den andra svenska spelaren i damernas motsvarighet till NBA, WNBA efter Solnas Tanja Kostic som spelade för Cleveland Rockers och Utah Starzz vid 1990-talets slut. Nnamaka spelade tolv matcher för Atlanta Dream. Efter NBA-säsongen flyttade hon till Valenciennes i Frankrike.
I augusti 2017 blev Nnamaka klar för Luleå BBK. I juni 2018 blev hon klar för en fortsättning i klubben.

## Privatliv
Chioma Nnamaka är yngst av fyra syskon i en riktig basketfamilj. Storebror Oluoma Nnamaka var under många år svensk landslagsman, han var proffs i Tyskland och Italien. De två äldre systrarna Azuka och Ifeayani har spelat i den svenska damligan i flera år för Solna respektive Norrköping.